# Coleophora gulinovi
Coleophora gulinovi — вид лускокрилих комах родини чохликових молей (Coleophoridae).

## Назва
Вид названо на честь українського ентомолога Івана Миколайовича Гулінова.

## Поширення
Ендемік України. Описаний у 1991 році зі зразка, що спійманий у 1968 році в околицях Бердянська. Виявлений також у Криму.